# Рёгэн
Рёгэн (яп. 良源 Рё:гэн, 912—985), также известен как Дзиэ Дайси (яп. 慈恵大師), Гансан Дайси (яп. 元三大師) или Цуно Дайси (яп. 角大師) — японский монах эпохи Хэйан (794—1185 гг.), 18-й патриарх школы Тэндай. При Рёгэне Тэндай превратилась в наиболее влиятельную школу японского буддизма и развилась за пределы монастыря Энряку-дзи. Считается одним из инициаторов возникновения монашеских воинских отрядов. Был одним из первых проповедников амидаизма в Японии.